# Едеса (фема)
Фема-дукат Едеса (грец. θέμα Εδέσσης) — військово-адміністративна одиниця Візантійської імперії (фема), яка розташовувалась в Месопотамії (сучасні Туреччина, Сирія). Назва походить від міста Едеса. Утворено 1032 року. Остаточно припинила існування 1086 року внаслідок завоювання сельджуками.

## Історія
Наприкінці 1031 року стратег фортеці Телух Георгія Маніак зумів дипломатією зайняти Едесу, емір якої Сулейман бен аль-Курджі отримав титул анфипат-патрикія. 1032 року Едеса стає важливою опорою Візантії у захисті сирійських володінь та в просування на північ Месопотамії. У 1036 практично уся фема була захоплена емірмо Алеппо. Лише у 1037 році тут міцно закріпилися візантійці.
До 1050-х років дії едеських дуків були в цілому успішні у протистоянні з емірами Алеппо і Мосула. Вдалося розширити межі феми до північних верхів'їв річок Тигр і Євфрат, зайнявши область колишньої римської провінції Ассирія. До Едеської феми було долучено колишню фему Самосату та стратигіду Телух.
Погіршення становища починається з 1050-х років, коли територія феми зазнає перших нападів сельджуків. Боротьба з ними з перемінним успіхом тривала до середини 1060-х років. У 1062 році у битві біля Аміди зазнав поразки і загинув дука Даватін. 1067 року фема зазнала спустошливого набігу сельджуків. Втім, дуки все ж чинили спротив, не дозволивши ворогові захопити міста.
У 1070 році залога Едеси зуміла вистояти при облозі сельджуцьким військом на чолі із султаном Алп-Арсланом, який зазнав доволі відчутних втрат, відмовившись від подальшого походу на Візантію. Втім після поразки візантійської армії у битві біля Манцикерту 1071 року становище різко погіршилося. Едеса вже не мала змоги протистояти ворогові. В цей час фактичну владу перебирають місцеві вірменські князі, насамперед Апокапи.
У 1078 році фема-дукат Едеса увійшла до складу держави Філарета Варажнуні, що номінально визнавав владу візантійського імператора. З 1083 році територія зазнавала постійних нападів сельджукі, В до яких додалося протистояння між греками і вірменами. До 1085 року влада імперії над цією фемою була фактично втрачена. В цей час тут утворюється так зване Едеське князів, де правив вірменський рід. Князі Едеси продовжили носити титул візантійського дуки, тому вважалися за підданців імперії.
У 1087 році тут встановлено владу Сельджуцької держави, яка тривала до 1093 року. У 1098 році Балдуїн Бульонський захопив владу в князівстві, утворивши Едеське графство. Цей рік вважається офіційним припиненням існування феми Едеса.

## Адміністрація
Територія охоплювала землі Едеського емірату на півночі Месопотамії. Адміністративний центр розташовувався у місті Едеса. Іншими важливими містами були Ошин, Нісібін, Лтар і Самосата.
На чолі стояв дука, який спочатку мав титул патрикія, а з посиленням значення феми — мали ранг проедра, протопроедра або себаста.

## Відомі дуки
- Георгій Маніак (1032—1033)
- Михайло Апокап (1036—1038)
- Торник Варазваче (1038)
- Василь Апокап (1038)
- Аарон Болгарин (1056—1057)
- Іоанн Дука (1059)
- Василь Алусіан (1060—1062)
- Даватін (1062)
- Никифор Вотаніат (1062)
- Феодор Пігоніт (1066)
- Лев Арвентій (1066—1067)
- Павло (1071)
- Лев Даватін (1077—1078)
- Василь Апокап (1078—1083)
- Філарет Варажнуні (1084—1086)
- Торос Едеський (1093—1098), номінально